# Hamish & Andy
Hamish & Andy är en underhållningsduo från Melbourne, Australien bestående av Hamish Blake och Andy Lee. Deras radioshow The Hamish & Andy Show är den mest framgångsrika i australisk radiohistoria och de är även uppmärksammade för en rad TV-program, bland annat Hamish & Andy’s Gap Year.

## Historia
Hamish Blake och Andy Lee möttes under studietiden på universitetet i Melbourne. Det var också på universitetets radiofrekvens som de började sända radio, vilket ledde till uppmärksammandet av den lokala radiokanalen Fox FM. Eftersom deras popularitet ökade hoppade de följaktligen av skolan för att fokusera på att göra radio och TV.

## Radioprogram
- 2003 - The Almost Tuesday Show
- 2004 - The Almost Midday Show
- 2006 - The Hamish and Andy Show
- 2013 - Hamish and Andy's Business Brunch
- 2013 - Hamish and Andy's Happy Hour
- 2015 - The Hamish and Andy Show

Sedan 2003 har duon jobbat för Melbourne-baserade radiokanalen Fox FM, tills de sedermera började sändas nationellt i Australien genom Fox FM:s systerkanaler 2004 (genom Hit Network). Paret uppnådde snabbt hög popularitet med radioprogrammet The Hamish and Andy Show som i snitt har 2 miljoner lyssnare varje dag. 
År 2013 startade den nya programidén Business Brunch som under samma år övergick till att bli programmet Happy Hour. De båda programmen hade ett tema som gick ut på att behandla ett ämne per program, med ett mål om att till slut ha diskuterat sig igenom världens alla ämnen. I november 2014 tog paret en paus och återkom i juli 2015 med originalprogrammet The Hamish & Andy Show, med sin ursprungliga sändningstid på vardagar 16-18.

## TV-program
- 2003 - Radio Karate
- 2004 - The Hamish & Andy Show
- 2006 - Real Stories
- 2008 - Hamish & Andy: Re-Gifted
- 2009 - Hamish & Andy's Caravan of Courage
- 2009 - Hamish & Andy: Re-Gifted Another Very Early Christmas Special
- 2010 - Hamish & Andy's Caravan of Courage: Great Britain & Ireland
- 2010 - Learn India with Hamish & Andy
- 2010 - Hamish & Andy's Reministmas Special
- 2011 - Hamish & Andy's Gap Year
- 2012 - Hamish & Andy's Euro Gap Year
- 2012 - Hamish & Andy's Caravan of Courage: Australia vs. New Zealand
- 2013 - Hamish & Andy's Gap Year Asia
- 2014 - Hamish & Andy's Gap Year South America

2012 vann de en Gold Logie för sitt TV-program Hamish & Andy’s Gap Year. Uppföljarna Hamish & Andy’s Gapy Year Asia (2014) och Hamish & Andy’s Gap Year South America (2015) gav dem också Gold Logies för mest populära underhållningsprogram. Alla säsonger av Gap Year hade i snitt över en miljon tittare per avsnitt. Själva programidén bygger på det faktum att paret aldrig tog ett sabbatsår efter skolan. I en intervju med Tv Tonight förklarar Lee: "Nu får vi chans att göra om och göra rätt och samtidigt njuta av vår andra passion: att göra TV”.